# Eupithecia astales
Eupithecia astales är en fjärilsart som beskrevs av Fletcher 1978. Eupithecia astales ingår i släktet Eupithecia och familjen mätare. Inga underarter finns listade i Catalogue of Life.